# Epoc

Logo von epoc

epoc (abgeleitet von „Epoche“) war ein populärwissenschaftliches Magazin für Archäologie und Geschichte, das von 2008 bis 2012 in der Heidelberger Spektrum der Wissenschaft Verlagsgesellschaft herausgegeben wurde. 
Das Magazin ging aus der im Jahr 2004 erstmals erschienenen Zeitschrift Abenteuer Archäologie hervor und erschien von Anfang 2008 bis Ende 2011 zweimonatlich. Im Rahmen einer redaktionellen Neuausrichtung erschien das Blatt im Jahr 2012 in monothematischer Form mit dreimonatlicher Erscheinungsweise. Am Ende des Jahres wurde es eingestellt. 
Bei den Autoren handelte es sich in der Mehrheit um Wissenschaftler, deren Beiträge von der Redaktion bearbeitet wurden. Auf diese Weise sollte ein Publikum angesprochen werden, das Wert legt auf ein hohes fachliches Niveau bei zugleich guter Lesbarkeit. Neben den Hauptartikeln fanden sich Essays, Interviews, Bildstrecken und eine Reihe weiterer Rubriken. Schwerpunktmäßig widmete sich epoc archäologischen und althistorischen Themen. Ein weiterer Schwerpunkt bildete die Erforschung des Mittelalters. Zudem fanden sich regelmäßig Beiträge zu Themen mit naturwissenschaftlichem Bezug wie Entwicklung des Menschen, Archäoastronomie oder geochemischer Fingerabdruck. Zeithistorische Entwicklungen wurden in epoc nicht behandelt.
Die Internetseite ergänzte das Magazinangebot beispielsweise durch tagesaktuelle Berichterstattung aus der archäologischen und historischen Forschung.